# Gustav Schaeuffelen

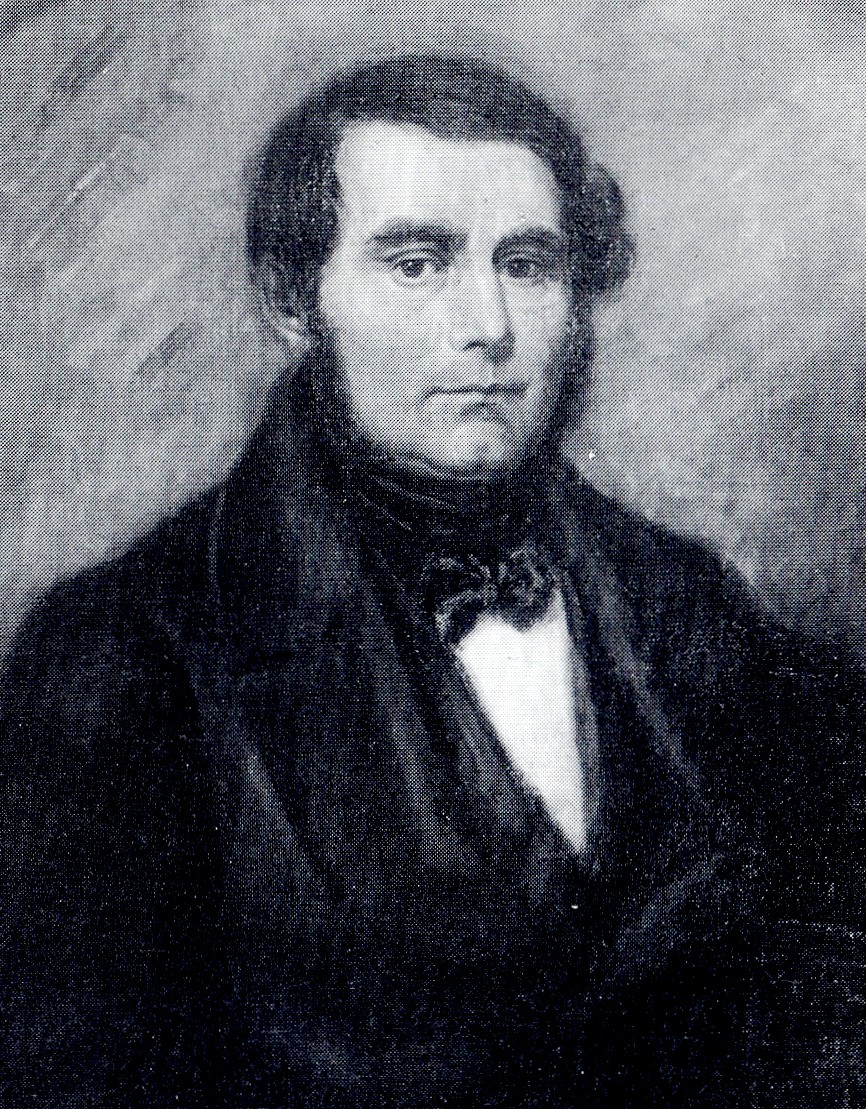
Porträt Gustav Schaeuffelen, 1830

Gustav Schaeuffelen (* 21. Juli 1798 in Heilbronn; † 17. April 1848 ebenda) war ein deutscher Unternehmer, in dessen Heilbronner Papierfabrik 1830 die erste deutsche bzw. kontinentaleuropäische Papiermaschine aufgestellt wurde.

## Leben
Schaeuffelen war der Sohn des württembergischen Kellerei- und Kastenverwalters Johannes Schaeuffelen. Nach dessen Tod 1804 heiratete die Mutter 1806 den Papiermühlenbesitzer Johann Christian Röder aus Enzberg. Als dieser erkrankte, musste der junge Schaeuffelen 1813 im Alter von 15 Jahren die Leitung der Papiermühle übernehmen. Nach Röders Tod 1816 und dem Verkauf seiner Papiermühle zog Schaeuffelen mit seiner Mutter zurück nach Heilbronn.

### In der Ebbekeschen Mühle

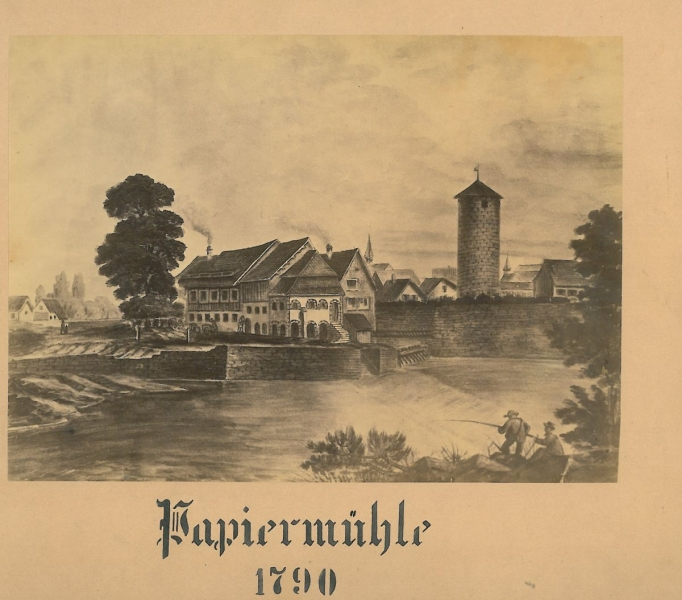
Papiermühle und Walkmühle beim Bollwerksturm in Heilbronn von 1815 anlässlich eines geplanten Neubaus. Weiter eine Deuchelfahrt (Wasserleitung) zur Orthischen Bleiche (F. Löffler)

Zeichnung einer Langsiebpapiermaschine, Mechanische Werkstätte von G. Schaeuffelen, Heilbronn

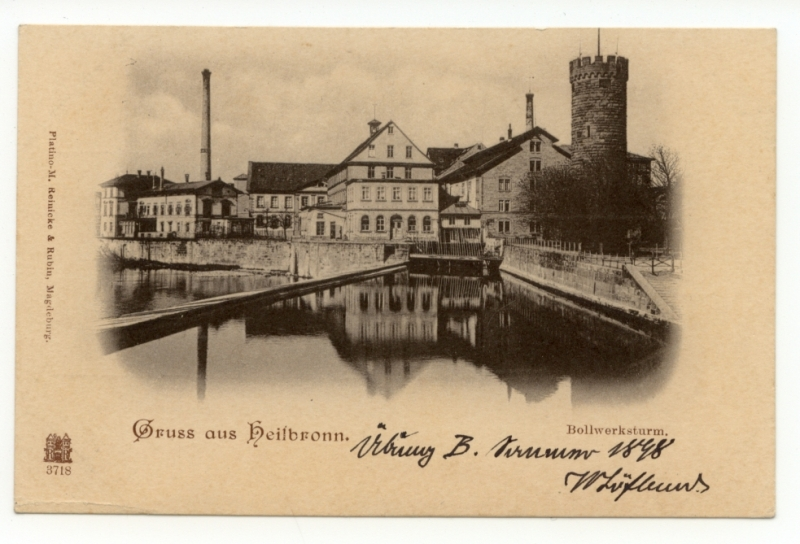
Bollwerksturm mit Papierfabrik Schaeuffelen

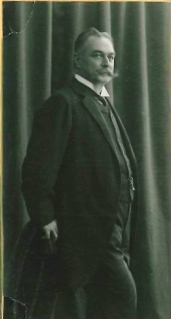
Richard Schaeuffelen

1818 trat er dort als Buchhalter in die am Bollwerksturm befindliche Papiermühle des Bruders seines Stiefvaters, Johann Valentin Ebbeke (* 8. September 1775 in Clarenthal bei Wiesbaden; gest. 3. Juli 1822 in Heilbronn), ein. Ebbeke war Papiermacher bzw. Papierfabrikant, der am 4. Juli 1795 das Heilbronner Bürgerrecht erworben und am 1. Mai 1795 Johanna Sophia Röder, die Tochter des gerade verstorbenen Papiermüllers Daniel Röder, geheiratet hatte. Bald trat Ebbeke nicht mehr als Papiermüller auf; sondern nannte sich Papierfabrikant. Nach seinem Tod veräußerte Ebbekes Witwe im Dezember 1822 die Mühle samt Nebengebäuden und Lumpensammelrechten an Gustav Schaeuffelen. Die Witwe verstarb am 17. März 1844 in Heilbronn. In der ehemals Ebbekenschen Mühle führte Schaeuffelen die chemische Bleichung der Lumpen ein, wodurch seine Papiere von hervorragender Qualität waren. Diese Mühle brannte jedoch in der Nacht vom 26. auf den 27. Oktober 1827 ab. Der Wiederaufbau erfolgte in geräumigerer Bauweise unter der Berücksichtigung später noch aufzustellender Maschinen und wurde insbesondere durch ein günstiges städtisches Darlehen in Höhe von 12.000 Gulden sowie 1.000 Gulden Spendenmitteln aus der Bürgerschaft ermöglicht.

### Die Papiermaschine von Johann Jakob Widmann
Als Schaeuffelen 1829/1830 wieder mit der Papierproduktion begann, erfolgte dies im Mühlenbetrieb nicht mehr durch reine Handarbeit, sondern mit einer von Johann Jakob Widmann erbauten Papiermaschine; die erste solche Maschine, die in Europa außerhalb Englands konstruiert und gebaut worden war. Damit vollzog sich der Schritt von der Papiermühle zur Papierfabrik.
Die Papiermaschine bewährte sich im Betrieb und bildete die Basis dafür, dass Schaeuffelen zum bedeutendsten Vertreter der Heilbronner Papierindustrie mit überregionaler Bedeutung aufstieg und alsbald eine Belegschaft von mehreren hundert Arbeitern hatte. Durch den Aufkauf von Wasserrechten am Neckar gelang es ihm, Konkurrenten auszuschalten.
Außerdem hatte sein Unternehmen bedeutenden Anteil an der Weiterentwicklung der Chlorbleiche und der Harzleimung. Schaeuffelen erbrachte 1828/1829 erstmals den Nachweis des wirtschaftlichen Betriebs der Mühlräder mittels artesischer Brunnen, deren Wassertemperatur die Mühlräder sowie die Wassergasse auch im Winter frostfrei und damit funktionell erhielt.

### Die Mechanische Werkstätte
Schaeuffelen stellte von 1837 bis zu seinem Tod 1848 auch eigene Papiermaschinen nach Widmannschem Baumuster her. Im November 1837 erklärte er gegenüber dem Stadtschultheißenamt Heilbronn, dass er die einzelnen Teile neuer Maschinen bei örtlichen Schlossern und Schmieden nach Zeichnungen und Modellen anfertigen lasse und nur den Zusammenbau mit wenigen eigenen Leuten vornehme. Alwin Rudel veröffentlichte 1854 eine Liste dieser Papiermaschinen, von denen 18 zu Schaeuffelens Lebzeiten gebaut wurden:

„Herr G. Schäuffelen in Heilbronn lieferte Papiermaschinen nach: Heidenheim a. Brenz 1834, Bautzen 1837, Göppingen 1838, Nidda 1838, Nürnberg 1839, Böhm. Kamnitz 1839, Kaiseringen 1840, Cassel 1840, Hermannstadt 1840, Gratz 1841, Nagy Szlaborz 1841, Brohl 1842, Oldeslohe 1842, Mögelsdorf 1842, Hanau 1843, Arnau 1843, Gröningen 1843, Räbke 1846, Au bei München 1852, Enzweihingen 1853, zusammen 20 Maschinen.“

In der Firmenfestschrift von 1898 findet sich der Hinweis, dass der Maschinenbau nach dem Tod von Gustav Schaeuffelen in seiner Ausdehnung beschränkt worden und „zur Reparatur-Werkstätte für den eigenen Betrieb eingerichtet worden“ sei.

### Ende des Unternehmens
Die G. Schaeuffelensche Papierfabrik Heilbronn a. N. wurde 1926 nach wirtschaftlichen Problemen liquidiert. Die Gebäude fielen dem Zweiten Weltkrieg zum Opfer oder wurden später abgerissen. Das Gelände ist heute größtenteils mit dem Bildungscampus Heilbronn überbaut.

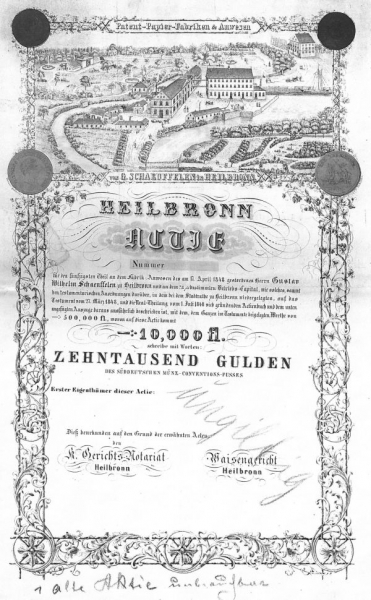
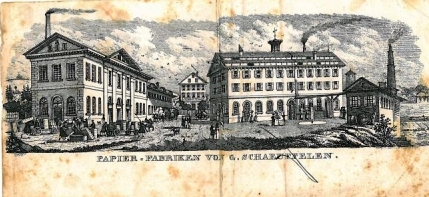
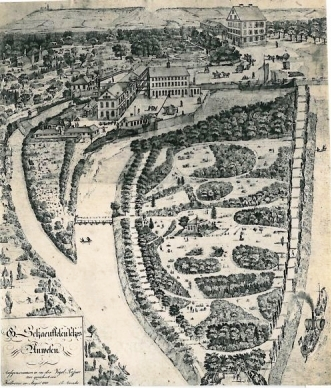

## Familie
Schaeuffelens erste Ehefrau, Johanna Christiane Lang, mit der er ab 1821 verheiratet war, verstarb im April 1837. Er war danach in zweiter Ehe mit Auguste Louise (1811–1888), Tochter des Oberamtsarztes Dr. Johann Seyffer verheiratet und finanzierte 1841 auf dessen Anregung den Bau des städtischen Leichenhauses in Heilbronn mit 2.000 Gulden, rund 40 % der Bausumme. Schaeuffelen sah dies auch als Dank für die ihm 1826 erbrachte Kollekte. Der Sohn aus erster Ehe, Richard Schaeuffelen (* 18. Dezember 1829 in Heilbronn; † 29. Dezember 1882) heiratete Elise, eine geborene Hastedt. Der Sohn Alfred Schaeuffelen (1844–1917) ehelichte Eugenie (1849–1919), Tochter des Verlegers Friedrich Bruckmann. Das Grabmal von Gustav Schaeuffelen befindet sich auf dem Alten Friedhof in Heilbronn.

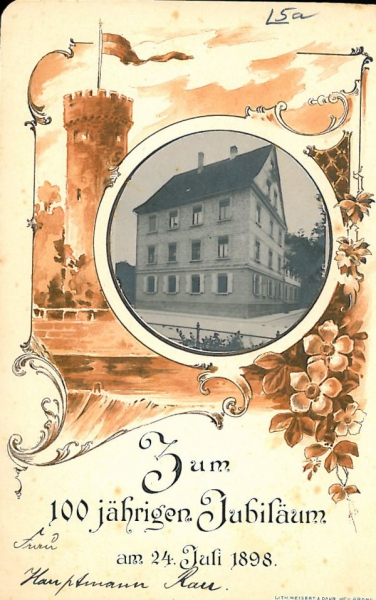
Wohnhaus von Richard Schaeuffelen
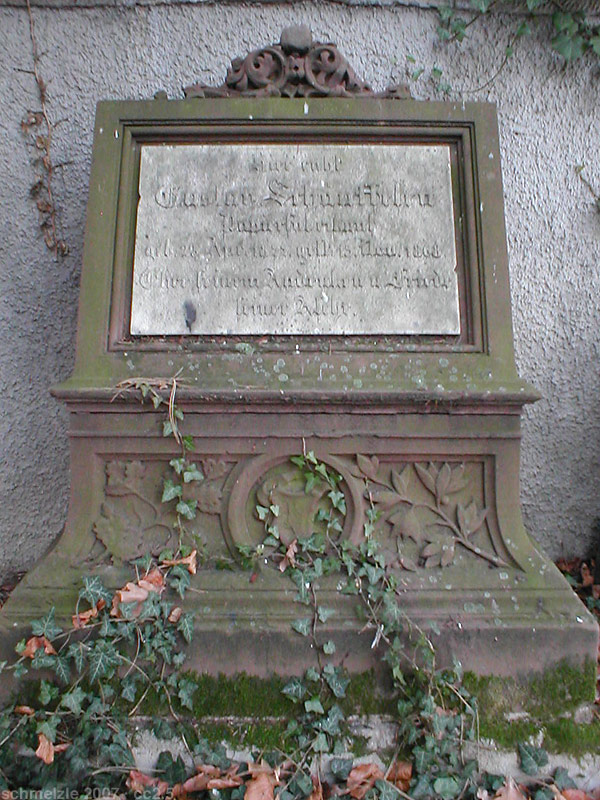
Grabmal von Gustav Schaeuffelen

## Gedenken
„Schöpfrischer Geist, der immerfort
Rastlos gedacht und geschaffen hienieden,
Bist Du sobald zu den Sternen geschieden
Zu schaffen an höheren Schöpfungen dort.“

Festgesellschaft im Park vor der Schaeuffelen-Büste, 1898

Ihm zu Ehren wurde 1898 ein Park mit Schaeuffelen-Büste errichtet. Nach der Familie Schaeuffelen ist bis heute die Heilbronner Schaeuffelenstraße in der Nähe der einstigen Fabrikanlagen benannt.